# Tantra (banda portuguesa)
Tantra é um grupo português de finais da década de 1970 tocando uma música inspirada conceptualmente pelo grupo Genesis e com recurso a efeitos sonoros e influências orientais.

## Biografia
Formado em 1977 por Américo Luís (guitarra baixo), Manuel Cardoso (Frodo) (guitarra), Armando Gama (teclas) e Tozé Almeida (bateria).
Em 1978 Armando Gama sai para prosseguir carreira solo, entrando para o seu lugar Pedro Luís (teclas).  Em 1980 sai Américo Luís entrando para o seu lugar Dedos Tubarão (pseudónimo de Pedro Ayres Magalhães), tendo sido editado o primeiro trabalho em inglês que, apesar de uma tourné nacional, foi um fracasso comercial.
O grupo foi declarado extinto em 1981, mas em 1998 Manuel Cardoso reformou o grupo, sendo no entanto o único elemento da formação original.

## Discografia
A discografia é composta por: 
- Mistérios e Maravilhas (álbum 1977)
- Holocausto (álbum 1978)
- Humanoid Flesh (álbum 1981)
- Terra (álbum 2002)
- Live Ritual (álbum ao vivo gravado em 1977, editado em 2003)
- Delirium (álbum 2005)

### Singles
- Novos Tempos / Alquimia da Luz (single 1976)[5]